# Dacryodes
Genre
Classification phylogénétique
Dacryodes est un genre de plantes à fleurs de la famille des Burseraceae originaires des pays tropicaux.

## Espèces
- Dacryodes belemensis Cuatrec (= Dacryodes kukachkana L.O.Williams, = Dacryodes trinitensis Sandwith)
- Dacryodes buettneri H.J.Lam, assia ou ozigo
- Dacryodes camerunensis Onana
- Dacryodes edulis (G.Don) H.J.Lam., safoutier
- Dacryodes excelsa Vahl., gommier blanc, gommier de montagne ou tabonuco
- Dacryodes occidentalis Cuatrec.
- Dacryodes olivifera Cuatrec.
- Dacryodes peruviana (Loes. ) H.J.Lam
- Dacryodes pubescens (Vermoes.) H.J.Lam